# Dave Reichert

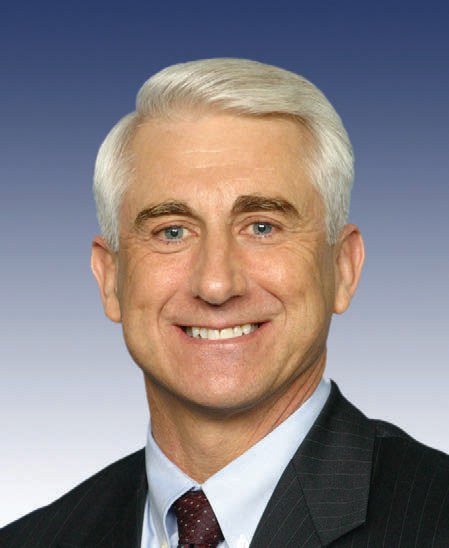
Dave Reichert

David George „Dave“ Reichert (* 29. August 1950 in Detroit Lakes, Becker County, Minnesota) ist ein US-amerikanischer Politiker der Republikanischen Partei. Von 2005 bis 2019 gehörte er für den 8. Kongresswahlbezirk des Bundesstaats Washington dem Repräsentantenhaus der Vereinigten Staaten an.

## Familie, Ausbildung und Beruf
Dave Reichert, das älteste von sieben Kindern, zog im Alter von einem Jahr mit seiner Familie in den Bundesstaat Washington, wo er zunächst in Renton und später in Kent aufwuchs. An der Kent-Meridian High School erlangte Reichert seinen Schulabschluss. Dank eines Stipendiums studierte er an der kleinen Concordia University in Portland (Oregon) ohne Abschluss. Mit dem Grad eines Associate of Arts verließ er die Universität. 1971 trat er der United States Air Force bei und diente zunächst auf der Lackland Air Force Base in San Antonio (Texas) sowie später auf der McChord Air Force Base im Pierce County (Washington). Nach sechs Monaten Militärdienst musterte Reichert ab und war von 1971 bis 1976 Reservist der Air Force.
Von 1972 bis 1997 arbeitete Reichert als Polizist, zunächst im Büro des Sheriffs im King County. Auch wurde er Mitglied in der Sondereinheit SWAT. Ab Beginn der 1980er Jahre zählte er zu den Mitgliedern der so genannten Green River Task Force, deren primäres Ziel es war, die rätselhafte Mordserie entlang des Green River zu klären. Am Ende wurde Gary Ridgway als Täter identifiziert, einer der heute bekanntesten Serienmörder der USA.
Dave Reichert lebt in Auburn. Mit seiner Frau Julie ist er Vater von drei Kindern, zwei Töchtern und einem Sohn. Er ist mittlerweile mehrfacher Großvater.

## Politische Laufbahn
1997 wurde Reichert zum Sheriff von King County gewählt und im Jahr 2001 wiedergewählt.
Reichert kandidierte daraufhin bei der Wahl 2004 im 8. Kongresswahlbezirk Washingtons für einen Sitz im Repräsentantenhaus der Vereinigten Staaten. Mit über 51 Prozent der Stimmen siegte er gegen den demokratischen Radiomoderator Dave Ross und trat sein Mandat in der Nachfolge der Republikanerin Jennifer Dunn am 3. Januar 2005 an. Dieser suburbane Wahlbezirk in der Nähe Seattles war 1980 mit dem erklärten Ziel eingerichtet worden, ein verlässlich republikanisches Mandat zu schaffen, was sich durch die Ansiedlung von Technologieunternehmen wie Microsoft an der Ostseite des Lake Washington und die dadurch gewandelte Demographie änderte. Bei seinen ersten Wahlen hatte Reichert jeweils knapp gewonnen, bis nach dem Zensus 2010 seinem Wahlkreis größere ländliche Bereiche, die eher republikanisch dominiert sind, zugeschlagen wurden. Zuletzt wurde er bei der Wahl des Jahres 2016 wiedergewählt. Er ist Mitglied im Committee on Ways and Means und Vorsitzender des Unterausschusses für Select Revenue Measures.
Anfang September 2017 gab Reichert bekannt, bei der Wahl 2018 nicht mehr anzutreten, was den Demokraten die Chance eröffnete, diesen Wahlkreis – den Hillary Clinton bei der Präsidentschaftswahl 2016 mit drei Prozent Vorsprung gewonnen hatte – zu erobern. Reicherts Mandat endete am 3. Januar 2019, die Demokratin Kim Schrier konnte seinen Sitz gewinnen.

## Positionen
Reichert gehört er der Parteiorganisation Republican Main Street Partnership an und gilt als gemäßigter Republikaner der politischen Mitte. So stimmte er für die Verlängerung des Violence Against Women Act, der Frauen vor Gewalt schützen soll, und für die Aufhebung der Don’t ask, don’t tell-Richtlinie. Nachdem er ursprünglich die Gesundheitsreform Obamacare abgelehnt hatte, stimmte er 2017 als einer von wenigen Republikanern gegen die Gesetzesvorlage seiner Parteiführung im Repräsentantenhaus, die Obamacare abgeschafft hätte.

## Rezeption
In The Riverman, einem Spielfilm aus dem Jahr 2004, der die Mordserie Gary Ridgways zum Thema hat, wird Reichert vom Schauspieler Sam Jaeger verkörpert.